# Erigone personata
Erigone personata là một loài nhện trong họ Linyphiidae.
Loài này thuộc chi Erigone. Erigone personata được Willis J. Gertsch & Michael Davis miêu tả năm 1936.